# San Justo de la Vega (kommunhuvudort)
San Justo de la Vega är en kommunhuvudort i Spanien.   Den ligger i provinsen Provincia de León och regionen Kastilien och Leon, i den nordvästra delen av landet, 300 km nordväst om huvudstaden Madrid. San Justo de la Vega ligger 849 meter över havet och antalet invånare är 2 077.
Terrängen runt San Justo de la Vega är platt. Runt San Justo de la Vega är det ganska tätbefolkat, med 72 invånare per kvadratkilometer. Närmaste större samhälle är Astorga, 3,1 km väster om San Justo de la Vega. Trakten runt San Justo de la Vega består till största delen av jordbruksmark.